# Panenské ostrovy
Panenské ostrovy je souostroví v Karibském moři v severní části Malých Antil o rozloze 495 km². Dělí se na Britské Panenské ostrovy a Americké Panenské ostrovy. Původně nazvány Kolumbem Santa Ursula (svatá Voršila) a Las Once Mil Virgines (11 000 panen). V roce 1917 přejmenovány na Panenské ostrovy.

## Historie
- 1493 – objevení ostrovů Kryštofem Kolumbem
- 1666 – vznikají 2 osady, anglická a dánská
- 1673 – začíná dovoz otroků z Afriky, rozvíjí se plantážnictví
- 1733 – v britské části vypuklo povstání otroků
- 1834 – v britské části zrušeno otroctví
- 1848 – v dánské části zrušeno otroctví
- 1917 – Dánsko prodává svou část ostrovů za $25 mil ve zlatě USA. Po desetiletích jednání urychlila prodej první světová válka.

## Přehled největších ostrovů
| Ostrov        | Rozloha (km²) | Počet obyvatel | Hustota zalidnění (obyv./km²) | Lokalizace                       |
| ------------- | ------------- | -------------- | ----------------------------- | -------------------------------- |
| Saint Croix   | 214.7         | 50 601         | 236                           | 17°44′23″ s. š., 64°44′20″ z. d. |
| Saint Thomas  | 80.7          | 51 634         | 638                           | 18°20′ s. š., 64°55′ z. d.       |
| Saint John    | 50.8          | 4 170          | 82                            | 18°20′ s. š., 64°44′ z. d.       |
| Tortola       | 55.7          | 23 908         | 429                           | 18°25′24″ s. š., 64°37′5″ z. d.  |
| Virgin Gorda  | 21.2          | 3 930          | 185                           | 18°28′55″ s. š., 64°23′21″ z. d. |
| Anegada       | 38.0          | 285            | 7                             | 18°44′ s. š., 64°20′ z. d.       |
| Jost Van Dyke | 8.0           | 298            | 37                            | 18°27′ s. š., 64°44′ z. d.       |